# Бразилски тапир
Бразилският тапир (Tapirus terrestris) е един от четирите вида от род Тапири. Счита се за един от най-едрите видове, макар че отстъпва по размери на планинския тапир.

## Разпространение и местообитание
Бразилският тапир обитава гъстите екваториални гори в Южна Америка. Разпространен е във водосборния басейн на река Амазонка, а също и в Гвианските плата и Пантанал. Ареалът му се простира на териториите на Бразилия, Венецуела, Гаяна, Суринам, Френска Гвиана, Колумбия, Перу, Еквадор, Боливия и част от Парагвай.

## Външен вид и хранене
По размери бразилският тапир е приблизително колкото Централноамериканския си събрат. Възрастните индивиди достигат дължина на тялото до 3 метра, височина над 120 см и тегло между 390 и 520 кг. Регистрирани са и тапири от този вид, които са тежали над 700 кг. Типично за вида е кафявият цвят на кожата, като на муцуната под очите има светло петно. Хоботът е малко по-къс от този при другите тапири, а тялото изглежда по-мощно и едро. Животното се храни с треви, листа и плодове.

## Размножаване
Размножителният сезон при бразилските тапири обикновено настъпва в края на сухия сезон през октомври. В районите около екватора това не зависи от периодите. И мъжките, и женските издават различни звуци, на които трябва да откликне бъдещият брачен партньор. Бременността продължава между 10 и 11 месеца, след които се ражда едно малко, което расте бързо. При малките окраската обикновено е светла или с бледи петна, които изчезват при порастването на малкото, а кожата му потъмнява. Продължителността на живота при бразилските тапири е около 40 – 50 години.

## Популация
Подобно на другите видове тапири и бразилският е често преследван и избиван от бракониери заради ценната си кожа. Но като цяло популацията на този вид се счита за стабилна в сравнение с останалите. Една от причините е, че бразилският тапир обитава значително по-голям като площ ареал в сравнение с другите видове. Това означава, че този вид има доста по-голяма численост, което е предпоставка за стабилната популация. Но това не значи, че видът е напълно извън опасност, тъй като бракониерството, което в южноамериканските страни е забранено, не е напълно под контрол. Друга опасност за тези гиганти е изсичането на горите.